# Bundesgymnasium Vienne 8
Le Bundesgymnasium Wien 8, également appelé Piaristengymnasium, est un gymnasium public dans le huitième arrondissement de Vienne. L'entrée principale se trouve sur la Jodok-Fink-Platz, dominée par l'église des Piaristes Maria Treu de Vienne. Une autre entrée se trouve de l'autre côté de l'école, dans la Lederergasse.

## Architecture
L'école se situe dans le bâtiment des Piaristes. À ce jour, les locaux sont uniquement loués et ne sont pas la propriété de l'État. L'école possède sa propre cour intérieure et le Ledererhof face à la Lederergasse, où se trouvent une aire de jeux pour enfants et un terrain de sport en dur. L'école dispose également d'un grand gymnase souterrain moderne et d'une bibliothèque ancienne. Le bâtiment récemment rénové propose également une petite cantine, une nouvelle bibliothèque, deux salles informatiques et des salles de classe modernes avec ordinateurs et accès Internet. Les matières scientifiques et créatives disposent chacun de leurs propres salles avec des grandes collections.
Le Piaristengymnasium est le plus ancien lycée de Vienne qui se trouve encore sur son site d'origine.

## Histoire
La deuxième plus ancienne école secondaire de Vienne est fondée par décret de l'empereur Léopold Ier en 1697 et ouvre ses portes le 16 novembre 1701. La devise de l'école est toujours « Pietati et litteris », "pour la piété et la science (fondée)" et peut être lue au-dessus du portail baroque d'entrée de l'école, encadré par deux anges. L'Ordre piariste dirigea l'école, qui est alors ouverte qu'aux garçons jusqu'en 1870. Elle est ensuite cédée à l'État, car les frais d'entretien ne pouvaient plus être couverts. Le nombre de professeurs de religion dans l'école diminue régulièrement et il n'y a désormais plus aucun clergé employé comme professeur au lycée.
Le 17 novembre 1901, la Neue Freie Presse célèbre le 200e anniversaire de l'école traditionnelle.
Après l'Anschluss, par décret du ministère de l'Intérieur et de la Culture du Reich, l'école n'est plus gérée comme un lycée, mais comme une Oberschule  pour garçons. Comme dans d'autres écoles, un nazi devint le nouveau directeur et le 28 avril 1938, tous les élèves juifs doivent quitter l'école. En 1944, l'école est fermée et les élèves restants sont répartis dans d'autres endroits de Vienne.
Rouvert à l'automne 1945 avec l'ancien directeur Werner Tschulik avec cinq classes sous le nom de Bundesgymnasium Vienne VIII, le Piaristengymnasium est également rendu accessible aux étudiantes en 1948.

## Anciens élèves célèbres
- Friedrich Wilhelm Arming (1805–1864), médecin et écrivain, émigré aux États-Unis
- Josef Cap (né en 1952), homme politique
- Martin Costa (1895-1974), acteur et écrivain
- Wolfgang Kotz von Dobrz (1890-1957), juriste et archiviste
- Ludwig Eckardt (1827-1871), poète et écrivain
- Albert Ehrenstein (1886-1950), auteur d'expressionnisme littéraire
- Gerhart Feine (1894-1959), diplomate
- Richard Gerstl (1883-1908), peintre portraitiste et paysagiste
- Karl Grienberger (1824-1909), prêtre catholique, homme politique et auteur d'histoire locale
- Christoph Hartung von Hartungen (1849-1917), médecin
- Friedrich Hassaurek (1831-1885), émigré en 1848, journaliste et diplomate américain
- Andrea Heistinger (né en 1974), auteur de livres sur le jardinage et expert agricole
- Othmar Helferstorfer (1810-1880), bénédictin, abbé du Schottenstift de Vienne et maréchal de Basse-Autriche
- Franz Seraphin Hölzl (1808-1884), compositeur, chef de chœur et musicien d'église
- Hubert Jurasek (1920-2011), fonctionnaire, avocat et résistant contre le régime nazi
- Leopold Schrötter von Kristelli (1837-1908), médecin
- Géza Kövess (1896-1977), officier et historien
- Franz Krückl (1841–1899), chanteur d'opéra (baryton), acteur de théâtre, compositeur et professeur de chant
- Karl Luze (1864-1949), chef de chœur et chef de cour
- Lorenz Mikoletzky (né en 1945), archiviste et historien
- Andreas Ottenschläger (né en 1975), homme politique
- Thomas Panke (né en 1980), producteur et détaillant de vidéos Web
- Peter Pelinka (né en 1951), journaliste, auteur, présentateur, ancien rédacteur en chef de News and Format
- Oliver Polzer (né en 1972), présentateur sportif et commentateur
- Viktor Pietschmann (1881-1956), ichtyologue
- Rudolf Pöch (1870-1921), médecin, ethnographe, anthropologue, explorateur et pionnier de la photographie, du cinéma et de la documentation sonore
- Eduard Pötzl (1851-1914), journaliste et écrivain
- Hermann Rollett (1819-1904), poète du Vormärz, directeur de musée, homme politique local, écrivain d'art et historien local
- Johannes Rosenberger (né en 1965), producteur de films
- Franz von Schaub (1817-1871), astronome et océanographe
- Alexander Julius Schindler (1818-1885), écrivain et homme politique
- August Schmid (1808-1891), écrivain musical, journaliste, organisateur de club et musicien
- Sigismond Schultes (1801–1861), bénédictin et abbé du Schottenstift de Vienne
- Berthold Sengschmitt (1801-1852), écrivain et archiviste catholique romain
- Camillo Sitte (1843-1903), architecte, urbaniste, urbaniste et théoricien de la culture et peintre
- Wolfgang Sitte (1925–2006), géographe et didacticien
- Josef Luitpold Stern (1886-1966), poète et fonctionnaire pédagogique du mouvement ouvrier
- Rudolf Tyrolt (1848-1929), acteur et écrivain
- Andreas Unterberger (né en 1949), journaliste et blogueur
- Karl Ursin (1901–1973), médecin
- George Weidenfeld (1919-2016), journaliste, éditeur et diplomate
- Max von Weinzierl (1841–1898), chef de chœur, chef d'orchestre et compositeur
- Gerhard Zukriegel (1928-2015), avocat et organiste de la cathédrale de Salzbourg